# Келиан ван дер Каап
Келиан ван дер Каап (на нидерландски: Kellian van der Kaap) е нидерландски професионален футболист, който играе за „Левски“ (София).

## Кариера
Той започва своята кариера в „Харкемасе Бойс“ през 2017 г., където прекарва една година. През следващата година се присъединява към „Йонг Гронинген“. За него той записва 31 мача, в които отбелязва 2 гола. След това преминава през нидерланския „Камбюр“ и през израелския „Макаби Нетаня“, където изиграва по един сезон. През лятото на 2021 г. той става футболист на „Вибор“, където играе до 2022 г. През 2022 г. подписва договор с „Левски“ (София).

## Успехи
„Левски“ (София)
- Купа на България (1): 2022